# Hockey Pro League 2022/23 (mannen)
De Hockey Pro League 2022/23 voor mannen was de vierde editie van de Hockey Pro League, een internationaal hockeytoernooi voor landenteams dat werd georganiseerd door de Internationale Hockeyfederatie (FIH). Het toernooi ging op 28 oktober 2022 van start en liep tot 5 juli 2023. Nederland werd, net als de voorgaande editie, winnaar van het toernooi. Het zilver ging naar Groot-Brittannië en het brons naar België.

## Opzet
De FIH besloot voor deze editie een aangepaste opzet te hanteren waarbij minder reisbewegingen nodig waren. Er werden geen uit- en thuiswedstrijden meer gespeeld, maar een reeks "minitoernooien"  waarbij drie landenteams op een plaats samenkwamen en elk team twee keer uitkwam tegen de andere teams.
Per wedstrijd leverde een overwinning drie punten op. Bij een gelijke stand aan het eind van de reguliere speeltijd kregen beide teams een punt en wordt door middel van een shoot-out bepaald welk team een extra punt behaalde. Het team dat in het eindklassement bovenaan eindigde werd winnaar van de Hockey Pro League. Het team dat in het eindklassement op de laatste plaats eindigde, degradeerde naar de Hockey Nations Cup.

## Deelnemende landen
- Argentinië
- Australië
- België
- Duitsland
- Groot-Brittannië
- India
- Nederland
- Nieuw-Zeeland
- Spanje

## Resultaten
| Pos | Team              | Wed | W  | WNS | VNS | V  | GV | GT | GS  | Ptn |
| --- | ----------------- | --- | -- | --- | --- | -- | -- | -- | --- | --- |
| 1   | Nederland (C)     | 16  | 10 | 1   | 3   | 2  | 46 | 31 | +15 | 35  |
| 2   | Groot-Brittannië  | 16  | 8  | 3   | 2   | 3  | 46 | 27 | +19 | 32  |
| 3   | België            | 16  | 10 | 0   | 0   | 6  | 42 | 37 | +5  | 30  |
| 4   | India             | 16  | 8  | 3   | 0   | 5  | 51 | 42 | +9  | 30  |
| 5   | Spanje            | 16  | 8  | 0   | 3   | 5  | 37 | 40 | −3  | 27  |
| 6   | Duitsland         | 16  | 6  | 2   | 0   | 8  | 31 | 35 | −4  | 22  |
| 7   | Australië         | 16  | 5  | 1   | 2   | 8  | 41 | 40 | +1  | 19  |
| 8   | Argentinië        | 16  | 3  | 3   | 3   | 7  | 28 | 36 | −8  | 18  |
| 9   | Nieuw-Zeeland (R) | 16  | 0  | 1   | 1   | 14 | 26 | 60 | −34 | 3   |

Alle tijden zijn lokaal.
| 28 oktober 2022 19:10                              |         |                         |                                                                                     |
| India                                              | 4–3     | Nieuw-Zeeland           | Kalinga Stadium, Bhubaneswar Scheidsrechters: Ben Göntgen (GER) Michiel Otten (NED) |
| Mandeep M. 14' Harmanpreet 42' Mandeep S. 52', 57' | verslag | Lane 23', 36' Smith 35' | Kalinga Stadium, Bhubaneswar Scheidsrechters: Ben Göntgen (GER) Michiel Otten (NED) |

| 29 oktober 2022 19:10  |         |                                  |                                                                                          |
| Nieuw-Zeeland          | 2–3     | Spanje                           | Kalinga Stadium, Bhubaneswar Scheidsrechters: Michiel Otten (NED) Rawi Anbananthan (MAS) |
| Phillips 26' Child 32' | verslag | Pau Cunill 8' Reyné 39' Amat 47' | Kalinga Stadium, Bhubaneswar Scheidsrechters: Michiel Otten (NED) Rawi Anbananthan (MAS) |

| 30 oktober 2022 19:10        |         |                                            |                                                                                           |
| India                        | 2–3     | Spanje                                     | Kalinga Stadium, Bhubaneswar Scheidsrechters: Coen van Bunge (NED) Rawi Anbananthan (MAS) |
| Harmanpreet 27' Abhishek 55' | verslag | De Ignacio-Simó 17' Miralles 27' Reyné 57' | Kalinga Stadium, Bhubaneswar Scheidsrechters: Coen van Bunge (NED) Rawi Anbananthan (MAS) |

| 4 november 2022 19:10                                               |         |                            |                                                                                        |
| India                                                               | 7–4     | Nieuw-Zeeland              | Kalinga Stadium, Bhubaneswar Scheidsrechters: Coen van Bunge (NED) Michiel Otten (NED) |
| Harmanpreet 7', 19' Karthi 17', 38' Raj 31' Sukhjeet 50' Jugraj 53' | verslag | Child 2' Lane 9' Smith 14' | Kalinga Stadium, Bhubaneswar Scheidsrechters: Coen van Bunge (NED) Michiel Otten (NED) |

| 4 november 2022 21:40 |         |                                  |                                                                                          |
| België                | 2–3     | Duitsland                        | Estadio Mendocino de Hockey, Mendoza Scheidsrechters: Tyler Klenk (CAN) Bruce Bale (ENG) |
| Hendrickx 12', 36'    | verslag | Miltkau 6', 30' T. Grambusch 55' | Estadio Mendocino de Hockey, Mendoza Scheidsrechters: Tyler Klenk (CAN) Bruce Bale (ENG) |

| 5 november 2022 19:10                    |         |                             |                                                                                        |
| Spanje                                   | 1–1     | Nieuw-Zeeland               | Kalinga Stadium, Bhubaneswar Scheidsrechters: Ben Göntgen (GER) Rawi Anbananthan (MAS) |
| Menini 47'                               | verslag | Russell 60'                 | Kalinga Stadium, Bhubaneswar Scheidsrechters: Ben Göntgen (GER) Rawi Anbananthan (MAS) |
| Shoot-out                                |         |                             | Kalinga Stadium, Bhubaneswar Scheidsrechters: Ben Göntgen (GER) Rawi Anbananthan (MAS) |
| Iglesias González Miralles Gispert Reyné | 0–1     | Findlay Phillips Woods Lane | Kalinga Stadium, Bhubaneswar Scheidsrechters: Ben Göntgen (GER) Rawi Anbananthan (MAS) |

| 5 november 2022 21:40                     |         |                             |                                                                                              |
| Argentinië                                | 2–2     | Duitsland                   | Estadio Mendocino de Hockey, Mendoza Scheidsrechters: Federico García (URU) Bruce Bale (ENG) |
| Toscani 11' Rey 47', sc'                  | verslag | Peillat 8', sc' Rühr 37'    | Estadio Mendocino de Hockey, Mendoza Scheidsrechters: Federico García (URU) Bruce Bale (ENG) |
| Shoot-out                                 |         |                             | Estadio Mendocino de Hockey, Mendoza Scheidsrechters: Federico García (URU) Bruce Bale (ENG) |
| Keenan Casella Toscani Acosta Della Torre | 3–4     | Wellen Rühr Trompertz Prinz | Estadio Mendocino de Hockey, Mendoza Scheidsrechters: Federico García (URU) Bruce Bale (ENG) |

| 6 november 2022 19:10                   |         |                                   |                                                                                      |
| India                                   | 2–2     | Spanje                            | Kalinga Stadium, Bhubaneswar Scheidsrechters: Coen van Bunde (NED) Ben Göntgen (GER) |
| Harmanpreet 12', 32'                    | verslag | Miralles 43' Amat 55'             | Kalinga Stadium, Bhubaneswar Scheidsrechters: Coen van Bunde (NED) Ben Göntgen (GER) |
| Shoot-out                               |         |                                   | Kalinga Stadium, Bhubaneswar Scheidsrechters: Coen van Bunde (NED) Ben Göntgen (GER) |
| Harmanpreet Raj Kumar Shamsher Abhishek | 3–1     | Menini Vilallonga Clapés Miralles | Kalinga Stadium, Bhubaneswar Scheidsrechters: Coen van Bunde (NED) Ben Göntgen (GER) |

| 6 november 2022 21:40    |         |             |                                                                                              |
| Argentinië               | 2–1     | België      | Estadio Mendocino de Hockey, Mendoza Scheidsrechters: Bruce Bale (ENG) Federico García (URU) |
| Vila 12' Della Torre 55' | verslag | Charlier 3' | Estadio Mendocino de Hockey, Mendoza Scheidsrechters: Bruce Bale (ENG) Federico García (URU) |

| 7 november 2022 21:40 |         |          |                                                                                              |
| Duitsland             | 0–1     | België   | Estadio Mendocino de Hockey, Mendoza Scheidsrechters: Rachel Williams (ENG) Bruce Bale (ENG) |
|                       | verslag | Boon 51' | Estadio Mendocino de Hockey, Mendoza Scheidsrechters: Rachel Williams (ENG) Bruce Bale (ENG) |

| 8 november 2022 21:40 |         |                               |                                                                                              |
| Argentinië            | 0–3     | Duitsland                     | Estadio Mendocino de Hockey, Mendoza Scheidsrechters: Bruce Bale (ENG) Rachel Williams (ENG) |
|                       | verslag | Oruz 5' Wellen 31' Müller 40' | Estadio Mendocino de Hockey, Mendoza Scheidsrechters: Bruce Bale (ENG) Rachel Williams (ENG) |

| 9 november 2022 21:40 |         |                              |                                                                                          |
| Argentinië            | 2–4     | België                       | Estadio Mendocino de Hockey, Mendoza Scheidsrechters: Tyler Klenk (CAN) Bruce Bale (ENG) |
| Vila 19' Ferrero 59'  | verslag | Hendrickx 13', 29', 37', 55' | Estadio Mendocino de Hockey, Mendoza Scheidsrechters: Tyler Klenk (CAN) Bruce Bale (ENG) |

| 13 december 2022 21:40     |         |           | |
| Groot-Brittannië           | 3–0     | Nederland | Polideportivo Provincial, Santiago del Estero Scheidsrechters: Federico García (URU) Sean Rapaport (RSA) |
| Wallace 28', 39' Roper 30' | verslag |           | Polideportivo Provincial, Santiago del Estero Scheidsrechters: Federico García (URU) Sean Rapaport (RSA) |

| 14 december 2022 21:40          |         |                             | |
| Argentinië                      | 2–2     | Nederland                   | Polideportivo Provincial, Santiago del Estero Scheidsrechters: Federico García (URU) Sean Rapaport (RSA) |
| Della Torre 33' Casella 56'     | verslag | Hoedemakers 26' Janssen 38' | Polideportivo Provincial, Santiago del Estero Scheidsrechters: Federico García (URU) Sean Rapaport (RSA) |
| Shoot-out                       |         |                             | Polideportivo Provincial, Santiago del Estero Scheidsrechters: Federico García (URU) Sean Rapaport (RSA) |
| Toscani Capurro Domene Ferreiro | 4–1     | Croon T. Brinkman De Geus   | Polideportivo Provincial, Santiago del Estero Scheidsrechters: Federico García (URU) Sean Rapaport (RSA) |

| 15 december 2022 21:40                 |         |                                          | |
| Argentinië                             | 1–1     | Groot-Brittannië                         | Polideportivo Provincial, Santiago del Estero Scheidsrechters: Maggie Giddens (USA) Sean Rapaport (RSA) |
| Casella 3'                             | verslag | Waller 4'                                | Polideportivo Provincial, Santiago del Estero Scheidsrechters: Maggie Giddens (USA) Sean Rapaport (RSA) |
| Shoot-out                              |         |                                          | Polideportivo Provincial, Santiago del Estero Scheidsrechters: Maggie Giddens (USA) Sean Rapaport (RSA) |
| Ferreiro Toscani Capurro Keenan Domene | 1–2     | Albery Rushmere Shipperley Roper Wallace | Polideportivo Provincial, Santiago del Estero Scheidsrechters: Maggie Giddens (USA) Sean Rapaport (RSA) |

| 16 december 2022 21:40            |         |                                        | |
| Nederland                         | 1–1     | Groot-Brittannië                       | Polideportivo Provincial, Santiago del Estero Scheidsrechters: Laurine Delforge Federico García (URU) |
| T. Brinkman 42'                   | verslag | Bandurak 14'                           | Polideportivo Provincial, Santiago del Estero Scheidsrechters: Laurine Delforge Federico García (URU) |
| Shoot-out                         |         |                                        | Polideportivo Provincial, Santiago del Estero Scheidsrechters: Laurine Delforge Federico García (URU) |
| Pieters T. Brinkman De Geus Bijen | 0–2     | Goodfield Wallace Morton Albery Ansell | Polideportivo Provincial, Santiago del Estero Scheidsrechters: Laurine Delforge Federico García (URU) |

| 17 december 2022 21:40   |         |                                                     | |
| Argentinië               | 2–4     | Nederland                                           | Polideportivo Provincial, Santiago del Estero Scheidsrechters: Sean Rapaport (RSA) Ayanna McClean (TTO) |
| Toscani 54' Martínez 55' | verslag | Pieters 30' De Geus 45' Janssen 58' T. Brinkman 60' | Polideportivo Provincial, Santiago del Estero Scheidsrechters: Sean Rapaport (RSA) Ayanna McClean (TTO) |

| 18 december 2022 21:40          |         |                                    | |
| Argentinië                      | 2–2     | Groot-Brittannië                   | Polideportivo Provincial, Santiago del Estero Scheidsrechters: Laurine Delforge Federico García (URU) |
| Domene 4' Toscani 56'           | verslag | Roper 11' Sanford 27'              | Polideportivo Provincial, Santiago del Estero Scheidsrechters: Laurine Delforge Federico García (URU) |
| Shoot-out                       |         |                                    | Polideportivo Provincial, Santiago del Estero Scheidsrechters: Laurine Delforge Federico García (URU) |
| Toscani Domene Mazzilli Capurro | 2–4     | Calnan Wallace Roper Albery Ansell | Polideportivo Provincial, Santiago del Estero Scheidsrechters: Laurine Delforge Federico García (URU) |

| 28 februari 2023 19:10     |         |                                        |                                                                                        |
| Australië                  | 2–2     | Argentinië                             | Tasmanian Hockey Centre, Hobart Scheidsrechters: Javed Shaikh (IND) Raghu Prasad (IND) |
| Hayward 15', 23'           | verslag | Rey 49' Martins 54'                    | Tasmanian Hockey Centre, Hobart Scheidsrechters: Javed Shaikh (IND) Raghu Prasad (IND) |
| Shoot-out                  |         |                                        | Tasmanian Hockey Centre, Hobart Scheidsrechters: Javed Shaikh (IND) Raghu Prasad (IND) |
| Govers Harvie Craig Marais | 2–4     | Toscani Casella Ferreiro Catán Bugallo | Tasmanian Hockey Centre, Hobart Scheidsrechters: Javed Shaikh (IND) Raghu Prasad (IND) |

| 1 maart 2023 19:10    |         |                                          |                                                                                        |
| Australië             | 2–4     | Spanje                                   | Tasmanian Hockey Centre, Hobart Scheidsrechters: Raghu Prasad (IND) Javed Shaikh (IND) |
| Govers 21' Marais 42' | verslag | Reyné 11', 19' Basterra 25' Miralles 59' | Tasmanian Hockey Centre, Hobart Scheidsrechters: Raghu Prasad (IND) Javed Shaikh (IND) |

| 2 maart 2023 19:10            |         |                                      |                                                                                           |
| Argentinië                    | 3–4     | Spanje                               | Tasmanian Hockey Centre, Hobart Scheidsrechters: David Tomlinson (NZL) Raghu Prasad (IND) |
| Casella 12' Ferreiro 17', 50' | verslag | Font 24' Reyné 30', 34' Miralles 60' | Tasmanian Hockey Centre, Hobart Scheidsrechters: David Tomlinson (NZL) Raghu Prasad (IND) |

| 3 maart 2023 17:10              |         |            |                                                                                           |
| Australië                       | 3–0     | Argentinië | Tasmanian Hockey Centre, Hobart Scheidsrechters: David Tomlinson (NZL) Javed Shaikh (IND) |
| Brand 2' Craig 36' Ephraums 47' | verslag |            | Tasmanian Hockey Centre, Hobart Scheidsrechters: David Tomlinson (NZL) Javed Shaikh (IND) |

| 4 maart 2023 17:10 |         |                                  |                                                                                           |
| Australië          | 1–3     | Spanje                           | Tasmanian Hockey Centre, Hobart Scheidsrechters: David Tomlinson (NZL) Raghu Prasad (IND) |
| Govers 51'         | verslag | Escudé 15' Amat 44' Iglesias 45' | Tasmanian Hockey Centre, Hobart Scheidsrechters: David Tomlinson (NZL) Raghu Prasad (IND) |

| 5 maart 2023 17:10 |         |             |                                                                                        |
| Spanje             | 0–1     | Argentinië  | Tasmanian Hockey Centre, Hobart Scheidsrechters: Javed Shaikh (IND) Raghu Prasad (IND) |
|                    | verslag | Casella 56' | Tasmanian Hockey Centre, Hobart Scheidsrechters: Javed Shaikh (IND) Raghu Prasad (IND) |

| 10 maart 2023 19:10                |         |                            | |
| India                              | 3–2     | Duitsland                  | Birsa Munda International Hockey Stadium, Rourkela Scheidsrechters: David Tomlinson (NZL) Paul Walker (ENG) |
| Harmanpreet 30+' Sukhjeet 32', 43' | verslag | Kaufmann 45' Struthoff 58' | Birsa Munda International Hockey Stadium, Rourkela Scheidsrechters: David Tomlinson (NZL) Paul Walker (ENG) |

| 11 maart 2023 19:10 |         |            | |
| Australië           | 0–1     | Duitsland  | Birsa Munda International Hockey Stadium, Rourkela Scheidsrechters: Ahmed El-Sayed (EGY) Rawi Anbananthan (MAS) |
|                     | verslag | Hellwig 8' | Birsa Munda International Hockey Stadium, Rourkela Scheidsrechters: Ahmed El-Sayed (EGY) Rawi Anbananthan (MAS) |

| 12 maart 2023 19:10                             |         |                                                | |
| India                                           | 5–4     | Australië                                      | Birsa Munda International Hockey Stadium, Rourkela Scheidsrechters: David Tomlinson (NZL) Ahmed El-Sayed (EGY) |
| Harmanpreet 14', 15', 56' Jugraj 18' Karthi 26' | verslag | J. Beltz 3' Willott 43' Staines 53' Howard 57' | Birsa Munda International Hockey Stadium, Rourkela Scheidsrechters: David Tomlinson (NZL) Ahmed El-Sayed (EGY) |

| 13 maart 2023 19:10                                          |         |                                         | |
| India                                                        | 6–3     | Duitsland                               | Birsa Munda International Hockey Stadium, Rourkela Scheidsrechters: Ahmed El-Sayed (EGY) Rawi Anbananthan (MAS) |
| Jugraj 21' Abhishek 22', 51' Karthi 24', 46' Harmanpreet 26' | verslag | T. Grambusch 3' Peillat 23' Hellwig 31' | Birsa Munda International Hockey Stadium, Rourkela Scheidsrechters: Ahmed El-Sayed (EGY) Rawi Anbananthan (MAS) |

| 14 maart 2023 19:10 |         |                       | |
| Duitsland           | 1–2     | Australië             | Birsa Munda International Hockey Stadium, Rourkela Scheidsrechters: Paul Walker (ENG) David Tomlinson (NZL) |
| Peillat 23'         | verslag | Whetton 12' Welch 15' | Birsa Munda International Hockey Stadium, Rourkela Scheidsrechters: Paul Walker (ENG) David Tomlinson (NZL) |

| 15 maart 2023 19:10                                    |         |                                            | |
| India                                                  | 2–2     | Australië                                  | Birsa Munda International Hockey Stadium, Rourkela Scheidsrechters: Rawi Anbananthan (MAS) Paul Walker (ENG) |
| Vivek 2' Sukhjeet 47'                                  | verslag | Ephraums 37', 52'                          | Birsa Munda International Hockey Stadium, Rourkela Scheidsrechters: Rawi Anbananthan (MAS) Paul Walker (ENG) |
| Shoot-out                                              |         |                                            | Birsa Munda International Hockey Stadium, Rourkela Scheidsrechters: Rawi Anbananthan (MAS) Paul Walker (ENG) |
| Harmanpreet Hardik Vivek Sukhjeet Dilpreet Harmanpreet | 4–3     | Whetton Harvie Marais Welch Ephraums Welch | Birsa Munda International Hockey Stadium, Rourkela Scheidsrechters: Rawi Anbananthan (MAS) Paul Walker (ENG) |

| 22 april 2023 16:40    |         |                                                              |                                                                                                   |
| Nieuw-Zeeland          | 2–5     | Groot-Brittannië                                             | Ngā Puna Wai Sports Hub, Christchurch Scheidsrechters: Gareth Greenfield (NZL) Steve Rogers (AUS) |
| Lett 28' Greentree 49' | verslag | Wallace 13' Oates 23' Calnan 24' Bandurak 30' Shipperley 34' | Ngā Puna Wai Sports Hub, Christchurch Scheidsrechters: Gareth Greenfield (NZL) Steve Rogers (AUS) |

| 23 april 2023 14:10 |         |                     |                                                                                                   |
| Australië           | 1–2     | Groot-Brittannië    | Ngā Puna Wai Sports Hub, Christchurch Scheidsrechters: Gareth Greenfield (NZL) Steve Rogers (AUS) |
| Willott 10'         | verslag | Ward 14' Morton 22' | Ngā Puna Wai Sports Hub, Christchurch Scheidsrechters: Gareth Greenfield (NZL) Steve Rogers (AUS) |

| 25 april 2023 16:40 |         |                      |                                                                                                   |
| Nieuw-Zeeland       | 0–3     | Australië            | Ngā Puna Wai Sports Hub, Christchurch Scheidsrechters: Steve Rogers (AUS) Gareth Greenfield (NZL) |
|                     | verslag | Rintala 3', 22', 24' | Ngā Puna Wai Sports Hub, Christchurch Scheidsrechters: Steve Rogers (AUS) Gareth Greenfield (NZL) |

| 28 april 2023 19:40 |         |                                                  |                                                                                                   |
| Nieuw-Zeeland       | 1–6     | Groot-Brittannië                                 | Ngā Puna Wai Sports Hub, Christchurch Scheidsrechters: Gareth Greenfield (NZL) Steve Rogers (AUS) |
| Brydon 51'          | verslag | Ward 25', 26', 43' Bandurak 27', 37' Wallace 57' | Ngā Puna Wai Sports Hub, Christchurch Scheidsrechters: Gareth Greenfield (NZL) Steve Rogers (AUS) |

| 29 april 2023 16:40                 |         |                                        |                                       |
| Groot-Brittannië                    | 3–3     | Australië                              | Ngā Puna Wai Sports Hub, Christchurch |
| Ward 24' Wallace 38' Shipperley 54' | verslag | Rintala 5', 48', 60'                   | Ngā Puna Wai Sports Hub, Christchurch |
| Shoot-out                           |         |                                        | Ngā Puna Wai Sports Hub, Christchurch |
| Albery Wallace Goodfield Waller     | 2–4     | Welch Rintala Whetton Willott Ephraums | Ngā Puna Wai Sports Hub, Christchurch |

| 30 april 2023 14:10     |         |                                               |                                                                                                   |
| Nieuw-Zeeland           | 2–4     | Australië                                     | Ngā Puna Wai Sports Hub, Christchurch Scheidsrechters: Gareth Greenfield (NZL) Steve Rogers (AUS) |
| Kingstone 4' Child 45+' | verslag | Welch 3' Willott 19' Rintala 38' Zalewski 47' | Ngā Puna Wai Sports Hub, Christchurch Scheidsrechters: Gareth Greenfield (NZL) Steve Rogers (AUS) |

| 26 mei 2023 14:40            |         |             | |
| België                       | 2–1     | India       | Lee Valley Hockey and Tennis Centre, Londen Scheidsrechters: Ahmed El-Sayed (EGY) Lim Hong-Zhen (SGP) |
| T. Stockbroekx 18' Onana 60' | verslag | Mandeep 25' | Lee Valley Hockey and Tennis Centre, Londen Scheidsrechters: Ahmed El-Sayed (EGY) Lim Hong-Zhen (SGP) |

| 27 mei 2023 12:40                           |         |                      | |
| Groot-Brittannië                            | 4–2     | India                | Lee Valley Hockey and Tennis Centre, Londen Scheidsrechters: Ayanna McClean (TTO) Sean Rapaport (RSA) |
| Nurse 7' Sorsby 32' Morton 34' Bandurak 54' | verslag | Harmanpreet 14', 43' | Lee Valley Hockey and Tennis Centre, Londen Scheidsrechters: Ayanna McClean (TTO) Sean Rapaport (RSA) |

| 28 mei 2023 12:40                    |         |            | |
| Groot-Brittannië                     | 3–1     | België     | Lee Valley Hockey and Tennis Centre, Londen Scheidsrechters: Lim Hong-Zhen (SGP) Sean Rapaport (RSA) |
| Rushmere 13' Waller 14' Bandurak 28' | verslag | Cosyns 33' | Lee Valley Hockey and Tennis Centre, Londen Scheidsrechters: Lim Hong-Zhen (SGP) Sean Rapaport (RSA) |

| 2 juni 2023 14:40                                   |         |              | |
| India                                               | 5–1     | België       | Lee Valley Hockey and Tennis Centre, Londen Scheidsrechters: Sean Rapaport (RSA) Wanri Venter (RSA) |
| Vivek 2' Harmanpreet 21', 40' Amit 20' Dilpreet 60' | verslag | Ghislain 46' | Lee Valley Hockey and Tennis Centre, Londen Scheidsrechters: Sean Rapaport (RSA) Wanri Venter (RSA) |

| 3 juni 2023 12:40               |         |                                                      | |
| Groot-Brittannië                | 4–4     | India                                                | Lee Valley Hockey and Tennis Centre, Londen Scheidsrechters: Ahmed El-Sayed (EGY) Lim Hong-Zhen (SGP) |
| Ward 8', 40', 47', 53'          | verslag | Harmanpreet 7' Mandeep 19' Sukhjeet 28' Abhishek 60' | Lee Valley Hockey and Tennis Centre, Londen Scheidsrechters: Ahmed El-Sayed (EGY) Lim Hong-Zhen (SGP) |
| Shoot-out                       |         |                                                      | Lee Valley Hockey and Tennis Centre, Londen Scheidsrechters: Ahmed El-Sayed (EGY) Lim Hong-Zhen (SGP) |
| Calnan Wallace Shipperley Roper | 2–4     | Manpreet Harmanpreet Lalit Abhishek                  | Lee Valley Hockey and Tennis Centre, Londen Scheidsrechters: Ahmed El-Sayed (EGY) Lim Hong-Zhen (SGP) |

| 4 juni 2023 12:40     |         |                                          | |
| Groot-Brittannië      | 2–3     | België                                   | Lee Valley Hockey and Tennis Centre, Londen Scheidsrechters: Lim Hong-Zhen (SGP) Sean Rapaport (RSA) |
| Bandurak 8' Nurse 47' | verslag | Cosyns 29' T. Stockbroekx 37' Dohmen 47' | Lee Valley Hockey and Tennis Centre, Londen Scheidsrechters: Lim Hong-Zhen (SGP) Sean Rapaport (RSA) |

| 7 juni 2023 18:40                             |         |                 |                                                                                          |
| Nederland                                     | 4–1     | India           | HC Oranje-Rood, Eindhoven Scheidsrechters: Céline Martin-Schmets (BEL) Ben Göntgen (GER) |
| Reyenga 17' Burkhardt 40' Telgenkamp 41', 58' | verslag | Harmanpreet 11' | HC Oranje-Rood, Eindhoven Scheidsrechters: Céline Martin-Schmets (BEL) Ben Göntgen (GER) |

| 8 juni 2023 18:10 |         |                                       |                                                                                    |
| Argentinië        | 0–3     | India                                 | HC Oranje-Rood, Eindhoven Scheidsrechters: Hannah Harrison (ENG) Ben Göntgen (GER) |
|                   | verslag | Harmanpreet 32' Amit 38' Abhishek 58' | HC Oranje-Rood, Eindhoven Scheidsrechters: Hannah Harrison (ENG) Ben Göntgen (GER) |

| 9 juni 2023 20:40 |         |                                                                   |                                                                                      |
| Nederland         | 2–7     | Australië                                                         | HC Oranje-Rood, Eindhoven Scheidsrechters: Laurine Delforge (BEL) Sarah Wilson (SCO) |
| Bukkens 29', 53'  | verslag | Craig 12', 17' Sharp 15' Ephraums 16', 49' Hayward 24' Govers 35' | HC Oranje-Rood, Eindhoven Scheidsrechters: Laurine Delforge (BEL) Sarah Wilson (SCO) |

| 10 juni 2023 15:10                          |         |                       |                                                                                    |
| Nederland                                   | 3–2     | India                 | HC Oranje-Rood, Eindhoven Scheidsrechters: Ben Göntgen (GER) Hannah Harrison (ENG) |
| Telgenkamp 7' Burkhardt 41' Hoedemakers 43' | verslag | Sanjay 18' Gurjat 46' | HC Oranje-Rood, Eindhoven Scheidsrechters: Ben Göntgen (GER) Hannah Harrison (ENG) |

| 11 juni 2023 15:10        |         |             |                                                                                      |
| India                     | 2–1     | Argentinië  | HC Oranje-Rood, Eindhoven Scheidsrechters: Laurine Delforge (BEL) Sarah Wilson (SCO) |
| Akashdeep 1' Sukhjeet 13' | verslag | Toscani 57' | HC Oranje-Rood, Eindhoven Scheidsrechters: Laurine Delforge (BEL) Sarah Wilson (SCO) |

| 12 juni 2023 20:40                                |         |                          |                                                                                     |
| Nederland                                         | 5–2     | Australië                | HC Oranje-Rood, Eindhoven Scheidsrechters: Laurine Delforge (BEL) Ben Göntgen (GER) |
| Boers 7', 52' Hoedemakers 12' Telgenkamp 14', 36' | verslag | Ephraums 10' Hayward 26' | HC Oranje-Rood, Eindhoven Scheidsrechters: Laurine Delforge (BEL) Ben Göntgen (GER) |

| 16 juni 2023 15:10                |         |                          | |
| Nederland                         | 3–2     | Spanje                   | Lee Valley Hockey and Tennis Centre, Londen Scheidsrechters: Tyler Klenk (CAN) Germán Montes de Oca (ARG) |
| Van Hiejningen 33' Bijen 45', 52' | verslag | Gispert 12' Iglesias 60' | Lee Valley Hockey and Tennis Centre, Londen Scheidsrechters: Tyler Klenk (CAN) Germán Montes de Oca (ARG) |

| 16 juni 2023 17:40                                |         |               |                                                                                      |
| Argentinië                                        | 6–1     | Nieuw-Zeeland | Wilrijkse Plein, Antwerpen Scheidsrechters: Martin Madden (SCO) Coen van Bunge (NED) |
| Domene 6', 15', 36', 49' Martínez 52' Bugallo 56' | verslag | Russell 2'    | Wilrijkse Plein, Antwerpen Scheidsrechters: Martin Madden (SCO) Coen van Bunge (NED) |

| 17 juni 2023 15:10                 |         |           | |
| Groot-Brittannië                   | 3–0     | Duitsland | Lee Valley Hockey and Tennis Centre, Londen Scheidsrechters: Alison Keogh (IRL) Germán Montes de Oca (ARG) |
| Bandurak 2' Goodfield 52' Ward 58' | verslag |           | Lee Valley Hockey and Tennis Centre, Londen Scheidsrechters: Alison Keogh (IRL) Germán Montes de Oca (ARG) |

| 17 juni 2023 16:40                                                     |         |                                              |                                                                                      |
| België                                                                 | 5–4     | Australië                                    | Wilrijkse Plein, Antwerpen Scheidsrechters: Coen van Bunge (NED) Martin Madden (SCO) |
| Onana 6' T. Stockbroekx 17' De Sloover 47' Van Dessel 55' Luypaert 59' | verslag | Beale 13' Whetton 40' Willott 44' Govers 57' | Wilrijkse Plein, Antwerpen Scheidsrechters: Coen van Bunge (NED) Martin Madden (SCO) |

| 18 juni 2023 15:10           |         |        | |
| Groot-Brittannië             | 3–0     | Spanje | Lee Valley Hockey and Tennis Centre, Londen Scheidsrechters: Tyler Klenk (CAN) Céline Martin-Schmets (BEL) |
| Bandurak 34', 58' Morton 60' | verslag |        | Lee Valley Hockey and Tennis Centre, Londen Scheidsrechters: Tyler Klenk (CAN) Céline Martin-Schmets (BEL) |

| 18 juni 2023 16:40                  |         |               |                                                                                        |
| België                              | 3–1     | Nieuw-Zeeland | Wilrijkse Plein, Antwerpen Scheidsrechters: Martin Madden (SCO) Michelle Meister (GER) |
| Cosyns 22' Luypaert 34' Dockier 48' | verslag | Russell 42'   | Wilrijkse Plein, Antwerpen Scheidsrechters: Martin Madden (SCO) Michelle Meister (GER) |

| 19 juni 2023 17:40                 |         |                          |                                                                                                   |
| Spanje                             | 2–2     | Nederland                | Lee Valley Hockey and Tennis Centre, Londen Scheidsrechters: Tyler Klenk (CAN) Alison Keogh (IRL) |
| Clapés 18' Miralles 47'            | verslag | Brinkman 28', 34'        | Lee Valley Hockey and Tennis Centre, Londen Scheidsrechters: Tyler Klenk (CAN) Alison Keogh (IRL) |
| Shoot-out                          |         |                          | Lee Valley Hockey and Tennis Centre, Londen Scheidsrechters: Tyler Klenk (CAN) Alison Keogh (IRL) |
| Iglesias Miralles Bonastre Gispert | 1–3     | Brinkman Van Dam De Geus | Lee Valley Hockey and Tennis Centre, Londen Scheidsrechters: Tyler Klenk (CAN) Alison Keogh (IRL) |

| 19 juni 2023 18:10       |         |                                        |                                                                                     |
| Nieuw-Zeeland            | 2–2     | Argentinië                             | Wilrijkse Plein, Antwerpen Scheidsrechters: Coen van Bunge (NED) Liu Xiaoying (CHN) |
| Russell 21' Phillips 30' | verslag | Domene 25' Della Torre 35'             | Wilrijkse Plein, Antwerpen Scheidsrechters: Coen van Bunge (NED) Liu Xiaoying (CHN) |
| Shoot-out                |         |                                        | Wilrijkse Plein, Antwerpen Scheidsrechters: Coen van Bunge (NED) Liu Xiaoying (CHN) |
| Woods Lane Boyde Thomas  | 2–4     | Keenan Domene Toscani Casella Ferreiro | Wilrijkse Plein, Antwerpen Scheidsrechters: Coen van Bunge (NED) Liu Xiaoying (CHN) |

| 20 juni 2023 12:10   |         |                                     | |
| Groot-Brittannië     | 2–3     | Duitsland                           | Lee Valley Hockey and Tennis Centre, Londen Scheidsrechters: Germán Montes de Oca (ARG) Tyler Klenk (CAN) |
| Ward 9' Bandurak 40' | verslag | Hartkopf 2' Mazkour 19' Peillat 60' | Lee Valley Hockey and Tennis Centre, Londen Scheidsrechters: Germán Montes de Oca (ARG) Tyler Klenk (CAN) |

| 20 juni 2023 20:10              |         |            |                                                                                      |
| België                          | 3–1     | Australië  | Wilrijkse Plein, Antwerpen Scheidsrechters: Coen van Bunge (NED) Martin Madden (SCO) |
| Luypaert 12', 41' De Kerpel 56' | verslag | Govers 52' | Wilrijkse Plein, Antwerpen Scheidsrechters: Coen van Bunge (NED) Martin Madden (SCO) |

| 21 juni 2023 17:40     |         |                                   | |
| Groot-Brittannië       | 2–3     | Spanje                            | Lee Valley Hockey and Tennis Centre, Londen Scheidsrechters: Germán Montes de Oca (ARG) Alison Keogh (IRL) |
| Bandurak 23' Roper 30' | verslag | Reyné 9' Lacalle 33' Iglesias 42' | Lee Valley Hockey and Tennis Centre, Londen Scheidsrechters: Germán Montes de Oca (ARG) Alison Keogh (IRL) |

| 21 juni 2023 20:10 |         |               |                                                                                        |
| België             | 1–0     | Nieuw-Zeeland | Wilrijkse Plein, Antwerpen Scheidsrechters: Martin Madden (SCO) Annelize Rostron (RSA) |
| Cosyns 11'         | verslag |               | Wilrijkse Plein, Antwerpen Scheidsrechters: Martin Madden (SCO) Annelize Rostron (RSA) |

| 23 juni 2023 17:10                       |         |                          |                                                                                          |
| Duitsland                                | 4–3     | Nieuw-Zeeland            | Wagenerstadion, Amstelveen Scheidsrechters: Jonas van 't Hek (NED) Irene Presenqui (ARG) |
| Weigand 10', 44' Miltkau 39' Peillat 60' | verslag | Lane 8', 25' Tarrant 19' | Wagenerstadion, Amstelveen Scheidsrechters: Jonas van 't Hek (NED) Irene Presenqui (ARG) |

| 24 juni 2023 17:40       |         |                           |                                                                                         |
| Nederland                | 1–1     | Duitsland                 | Wagenerstadion, Amstelveen Scheidsrechters: Jonas van 't Hek (NED) Gabriel Labate (ARG) |
| Van Dam 15'              | verslag | Peillat 33'               | Wagenerstadion, Amstelveen Scheidsrechters: Jonas van 't Hek (NED) Gabriel Labate (ARG) |
| Shoot-out                |         |                           | Wagenerstadion, Amstelveen Scheidsrechters: Jonas van 't Hek (NED) Gabriel Labate (ARG) |
| Brinkman De Geus Van Dam | 1–4     | Wellen Müller Prinz Große | Wagenerstadion, Amstelveen Scheidsrechters: Jonas van 't Hek (NED) Gabriel Labate (ARG) |

| 25 juni 2023 15:10            |         |                  |                                                                                       |
| Nederland                     | 3–2     | Nieuw-Zeeland    | Wagenerstadion, Amstelveen Scheidsrechters: Jonas van 't Hek (NED) Liu Xiaoying (CHN) |
| Blok 33', 60' J. Brinkman 58' | verslag | Russell 16', 19' | Wagenerstadion, Amstelveen Scheidsrechters: Jonas van 't Hek (NED) Liu Xiaoying (CHN) |

| 26 juni 2023 17:10 |         |                                    |                                                                                         |
| Nieuw-Zeeland      | 1–4     | Duitsland                          | Wagenerstadion, Amstelveen Scheidsrechters: Gabriel Labate (ARG) Jonas van 't Hek (NED) |
| Hiha 38'           | verslag | Herzbruch 3', 57' Peillat 34', 60' | Wagenerstadion, Amstelveen Scheidsrechters: Gabriel Labate (ARG) Jonas van 't Hek (NED) |

| 27 juni 2023 19:40       |         |           |                                                                                        |
| Nederland                | 2–0     | Duitsland | Wagenerstadion, Amstelveen Scheidsrechters: Gabriel Labate (ARG) Irene Presenqui (ARG) |
| Brinkman 23' Janssen 35' | verslag |           | Wagenerstadion, Amstelveen Scheidsrechters: Gabriel Labate (ARG) Irene Presenqui (ARG) |

| 28 juni 2023 19:40                                      |         |               |                                                                                         |
| Nederland                                               | 4–1     | Nieuw-Zeeland | Wagenerstadion, Amstelveen Scheidsrechters: Gabriel Labate (ARG) Annelize Rostron (RSA) |
| Bijen 12' Van der Horst 15' Janssen 54' J. Brinkman 55' | verslag | Thomas 41'    | Wagenerstadion, Amstelveen Scheidsrechters: Gabriel Labate (ARG) Annelize Rostron (RSA) |

| 30 juni 2023 20:40                                                      |         |                        |                                                                                     |
| België                                                                  | 7–2     | Spanje                 | Wilrijkse Plein, Antwerpen Scheidsrechters: Martin Madden (SCO) Michiel Otten (NED) |
| Wegnez 5', 48' Van Aubel 12' Hendrickx 20', 30' Luypaert 26' Dohmen 55' | verslag | Iglesias 3' Menini 58' | Wilrijkse Plein, Antwerpen Scheidsrechters: Martin Madden (SCO) Michiel Otten (NED) |

| 1 juli 2023 16:40 |         |                                                                                        |                                                                                    |
| België            | 1–6     | Nederland                                                                              | Wilrijkse Plein, Antwerpen Scheidsrechters: Martin Madden (SCO) Sarah Wilson (SCO) |
| Hendrickx 50'     | verslag | Bijen 2' Hoedemakers 12' Van Heijningen 23' Janssen 32' Wortelboer 49' T. Brinkman 60' | Wilrijkse Plein, Antwerpen Scheidsrechters: Martin Madden (SCO) Sarah Wilson (SCO) |

| 2 juli 2023 14:10 |         |                                          |                                                                                       |
| Duitsland         | 1–3     | Spanje                                   | Wilrijkse Plein, Antwerpen Scheidsrechters: Michiel Otten (NED) Irene Presenqui (ARG) |
| Spering 53'       | verslag | Iglesias 52' Vilallonga 58' González 60' | Wilrijkse Plein, Antwerpen Scheidsrechters: Michiel Otten (NED) Irene Presenqui (ARG) |

| 3 juli 2023 20:40                                       |         |            |                                                                                    |
| België                                                  | 5–1     | Spanje     | Wilrijkse Plein, Antwerpen Scheidsrechters: Martin Madden (SCO) Alison Keogh (IRL) |
| Dockier 32' De Kerpel 37' Hendrickx 41', 49' Wegnez 42' | verslag | Clapés 56' | Wilrijkse Plein, Antwerpen Scheidsrechters: Martin Madden (SCO) Alison Keogh (IRL) |

| 4 juli 2023 20:40  |         |                                                   |                                                                                    |
| België             | 2–4     | Nederland                                         | Wilrijkse Plein, Antwerpen Scheidsrechters: Martin Madden (SCO) Sarah Wilson (SCO) |
| Hendrickx 19', 32' | verslag | Van Dam 6' Janssen 21' Brinkman 26' Burkhardt 47' | Wilrijkse Plein, Antwerpen Scheidsrechters: Martin Madden (SCO) Sarah Wilson (SCO) |

| 5 juli 2023 18:10                                |         |                                   |                                                                                     |
| Spanje                                           | 4–3     | Duitsland                         | Wilrijkse Plein, Antwerpen Scheidsrechters: Martin Madden (SCO) Michiel Otten (NED) |
| Cunill 23' Basterra 42' Lacalle 51' González 57' | verslag | Glander 1' Spering 30' Brilla 45' | Wilrijkse Plein, Antwerpen Scheidsrechters: Martin Madden (SCO) Michiel Otten (NED) |